# 空知英秋
空知 英秋（そらち ひであき、1979年5月25日 - ）は、日本の漫画家。北海道滝川市出身。男性。身長162cm。血液型はAB型。集英社の少年漫画雑誌『週刊少年ジャンプ』で活動している。ペンネームの由来は、出身地北海道の空知地方。

## 略歴
- 2002年 -『週刊少年ジャンプ』第42号にて「だんでらいおん」でデビュー。
- 2003年 - 同じく『週刊少年ジャンプ』にて「しろくろ」を発表。
- 2004年 - 初の連載作品である「銀魂」を開始。
- 2008年 - 『ジャンプスクエア』3月号において「SUPREME読切シリーズ」として「13（サーティーン）」が掲載。
- 2010年 - 週刊少年ジャンプ第46号において「トップ・オブ・ザ・スーパーレジェンド」の第2弾として読み切り「ばんからさんが通る」が掲載[5]。
- 2018年 - 『週刊少年ジャンプ』第42号で「銀魂」の本誌での連載が終了し、最終回の向こう側（続き）が『ジャンプGIGA』2019 WINTER vol.1からvol.3、及び「銀魂公式アプリ」で掲載[6]。
- 2019年 - 6月20日に同アプリにて配信された最終訓をもって、約15年に及ぶ「銀魂」の連載が終了[7]。

## 人物
- 漫画を描こうと思ったきっかけは『天空の城ラピュタ』のラストシーンの別れに影響を受けてとのこと[8]。
- 好きな漫画は『ドラゴンボール』と『スラムダンク』で、単行本で読み込んでいたが他にはさほど漫画を読まない少年時代であり、むしろ影響を受けたのはお笑い芸人とのこと。ただし小学校時代は『コロコロコミック』や『ボンボン』ではなく、徳間書店の『わんぱっく』の大ファンであり、廃刊までずっと読んでいた。また、自身の絵柄については『魍魎戦記MADARA』に影響を受けたとも公言している。
- 最も影響を受けた好きな芸人はダウンタウンで自分の世代のヒーローであると答えている。また、札幌テレビ放送のアナウンサー明石英一郎を好きなアナウンサーに挙げている[8]。
- 自身の風貌について、武田鉄矢に似ているとコメントしているが、ジャンプ誌上の自画像はゴリラそのものとなっている[1]。単行本などの企画で座談会の写真が掲載されたことがあるが、その際も本人の顔部分にはゴリラの顔が貼られていた。パロディキャラの多い『銀魂』では自身をモデルにした天知（あまち）というキャラを出し、自画像で使われる絵よりリアルなゴリラになっており、話す言語もゴリラそのものになっている。自身は四コマや短編に出てはいるがほとんど原作、アニメの本編には出ていない[9]。
- 自らジャンプの連載作家で一番の遅筆であると語っており、本人曰く2番目に遅い作家さんより1日遅れているとの事であった[10]。週刊少年ジャンプ2009年第31号では、作中のネタに伴い目次での作者名を「サイボーグ空知」とし、「右手をGペンに改造。かなり使い易いです。左手は筆ペンか丸ペンか思案中 ＜S（サイボーグ）空知＞」とコメントした。現在ではキャラ以外の絵は、ほとんど自分では描いていない[4]。
- 洞爺湖近くにある土産物店「越後屋デパート」では、数十年前から行っている木刀に文字を彫るサービスに、『銀魂』の影響で「木刀に「洞爺湖」と彫って欲しい」という客が急増した[11][12]。空知自身は修学旅行で洞爺湖に行ったことがあるが、この当時木刀は買っておらず、後に洞爺湖の土産屋から贈られた。
- 犬を飼っており、愛犬の名は“チャッピー”（パピヨンのメス）[1]。
- 姉が一人いるようで、単行本のおまけページで時折ネタにしている。
- Twitterやブログをやっておらず、今後もやるつもりは一切ないことを単行本第50巻の質問コーナーで公言している。理由は「ネタもストレスも全て漫画で解消する所存です」と述べている。
- 幼い頃はノートに漫画をこっそり描いて楽しんでいたが、小学4年生頃に父親にその漫画を読まれ嘲笑されたことがトラウマになり、一度漫画家になる夢を諦めた。その後は親にも友人にも漫画を描いている素振りは一切見せず、イラストなども隠れて描くようになり、建築士やコピーライターや整体師など色々夢を変え、大学も漫画とは一切関係ない広告関係の勉強をする所へ行った。しかし、就活のやる気も湧かず無名な大学であったために就職口が見つからず、落ち込んで漫画の世界に逃げ込み仕上げた漫画が運よく賞をとったと語っている。[13][14]

## 作品
- だんでらいおん（週刊少年ジャンプ2002年第42号。第71回〔2002年6月期〕天下一漫画賞佳作受賞、『銀魂』第1巻に収録）
- しろくろ（週刊少年ジャンプ2003年第17号。『銀魂』第2巻に収録）
- 銀魂（週刊少年ジャンプ2004年第2号 - 2018年第42号、ジャンプGIGA 2019 Winter vol.1 - vol.3、銀魂公式アプリ 2019年5月13日更新 - 6月20日更新 全77巻）
- 13（サーティーン）（ジャンプスクエア2008年3月号。『銀魂』第24巻に収録）
- ばんからさんが通る（週刊少年ジャンプ2010年第46号。『銀魂』第38巻に収録）

## その他
- 「ジョジョ」連載25周年紀念 特別寄稿（2012年）
- 「ダ・ヴィンチ」星野源のだまって俺について来い イラスト（2013年）
- 「『銀魂』空知英秋先生＆許斐剛先生描き下ろし テニプリっていいな♪スタンド付きポストカードセット」（ジャンプスクエア2021年10月号　付録）[15]
- 「アニメ銀魂公式X」鳥山明先生追悼文・イラスト（2024年3月10日投稿）[16]

## 関連人物

### 担当編集者
- 大西恒平（2002年 - 2007年11月）[17]
- 齊藤優（2007年11月 - 2009年3月）[18]
- 中﨑敦（2009年3月 - 2010年6月）[19][20]
- 本田佑行（2010年6月 - 2011年10月[21]、2013年6月 - 2013年10月[22]）
- 松尾修（2011年10月 - 2013年6月）[23][24]
- 内藤拓真（2013年11月 - 不明）[22]
- 真鍋廉（不明 - 2018年6月）[25]
- 井坂尊（2018年7月 - 2019年6月）[26]

### 元アシスタント
- 天野洋一[27]
- 篠原健太（SHINTAROH NAKAE名義で参加）[27]
- 伊達恒大[28]
- 井谷賢太郎[27][29]
- 好本拓郎[30]